# Jandiala
Jandiala (officieel: Jandiala Guru) is een nagar panchayat (plaats) in het district Amritsar van de Indiase staat Punjab. 

## Demografie
Volgens de Indiase volkstelling van 2001 wonen er 23.829 mensen in Jandiala, waarvan 53% mannelijk en 47% vrouwelijk is. De plaats heeft een alfabetiseringsgraad van 67%. 

## Geboren
- Ranjeet (1946), acteur